# Cratere Oraibi
Oraibi  è un cratere sulla superficie di Marte.